# Niels Hoffmeyer (meteorolog)
Niels Henrik Cordulus Hoffmeyer, född 3 juni 1836 i Köpenhamn, död där 16 februari 1884, var en dansk meteorolog, grundare av Danmarks Meteorologiske Institut (DMI).
Hoffmeyer utbildade sig ursprungligen till officer på Kadetakademiet, blev sekondlöjtnant 1853 och vidareutbildade sig till artilleriofficer. Han blev premiärlöjtnant 1863 och sändes till Slesvig, men redan i februari 1864 hemförlovades han på grund av sjukdom. Han tjänstgjorde en kort tid som kontrollofficer vid gevärsfabriken i Hellebæk, men han tvingades sluta vid en neddragning redan samma år, dock med kaptens grad. 
Efter en hälsokur reste han till Frankrike, där han vistades 1865-66, dels i Paris, dels i Nantes, för att studera järnfabrikation. Efter hemkomsten förestod han en kort tid en järnfabrik i Köpenhamn, men blev 1868 assistent vid i Krigsministeriet. År 1870 blev han tillika kapten i artilleriets landstorm ("forstærkning") och behöll denna befattning intill 1878. 
År 1872 lyckades Hoffmeyer genomdriva inrättandet av Danmarks Meteorologiske Institut i Köpenhamn, vilket underställdes Marinministeriet. Med sina kunskaper i matematik hade han goda förutsättningar för att utföra det nödvändiga statistiska arbetet och han utnämndes därför till dess förste föreståndare. Han organiserade inte enbart med den regelbundna kontakten med en mängd, delvis frivilliga observationsstationer, som av den tidigare meteorologiska kommittén, under Videnskabernes Selskab, hade upprättats som "regnstationer", utan även med ett stort antal platser i Nordeuropa för att, om möjligt, med hjälp av en grafisk framställning av observationerna vid en viss given tidpunkt, en daglig väderkarta kunna förutsäga vädret för den närmaste framtiden. 
Ursprungligen var institutet inrymt i Navigationsskolen på Havnegade. Redan här påbörjades ett arbete med dessa så kallade synoptiska kartor (Cartes synoptiques journalières des temps för Nordamerika, Atlanten, Europa och västra Asien) som han under sex år från 1877 utgav under växande svårigheter. Han tvingades avbryta arbetet, men senare återupptogs tanken av Georg von Neumayer i Hamburg, och Deutsche Seewarte började att tillsammans med DMI utge en ny serie synoptiska kartor, men Hoffmeyer hindrades av döden från att se det första häftet tryckt. 
Institutet hade emellertid flyttats till en ny byggnad, som det delade med sjökortarkivet, meteorologerna samlades ofta till internationella kongresser, i vilka Hoffmeyer var en verksam medlem, inte sällan som sekreterare, telegrafförbindelserna utvecklades och observationerna blev alltmer utförliga. Därjämte verkade han för samarbete mellan de nordiska ländernas meteorologiska anstalter samt särskilt för upprättandet av de meteorologiska och magnetiska stationer i trakten av Nordpolen, vilka trädde i verksamhet 1882. Under sin mest aktiva tid drabbades Hoffmeyer av en hjärtsjukdom, som framkallats av den tidigare gikten och han avled efter några dagars sjukdom.
Förutom flera mindre avhandlingar (Étude sur les tempêtes de l'Atlantique septentrional et projet d'un service télégraphique international relatif à cet ocean, 1880) utgav han från 1874 meteorologiska "Maanedsoversigter" och "Aarbøger".

## Utmärkelser
- Riddare av Dannebrogorden,  1878[3]

[Redigera Wikidata]